# Bohdan Kempiński

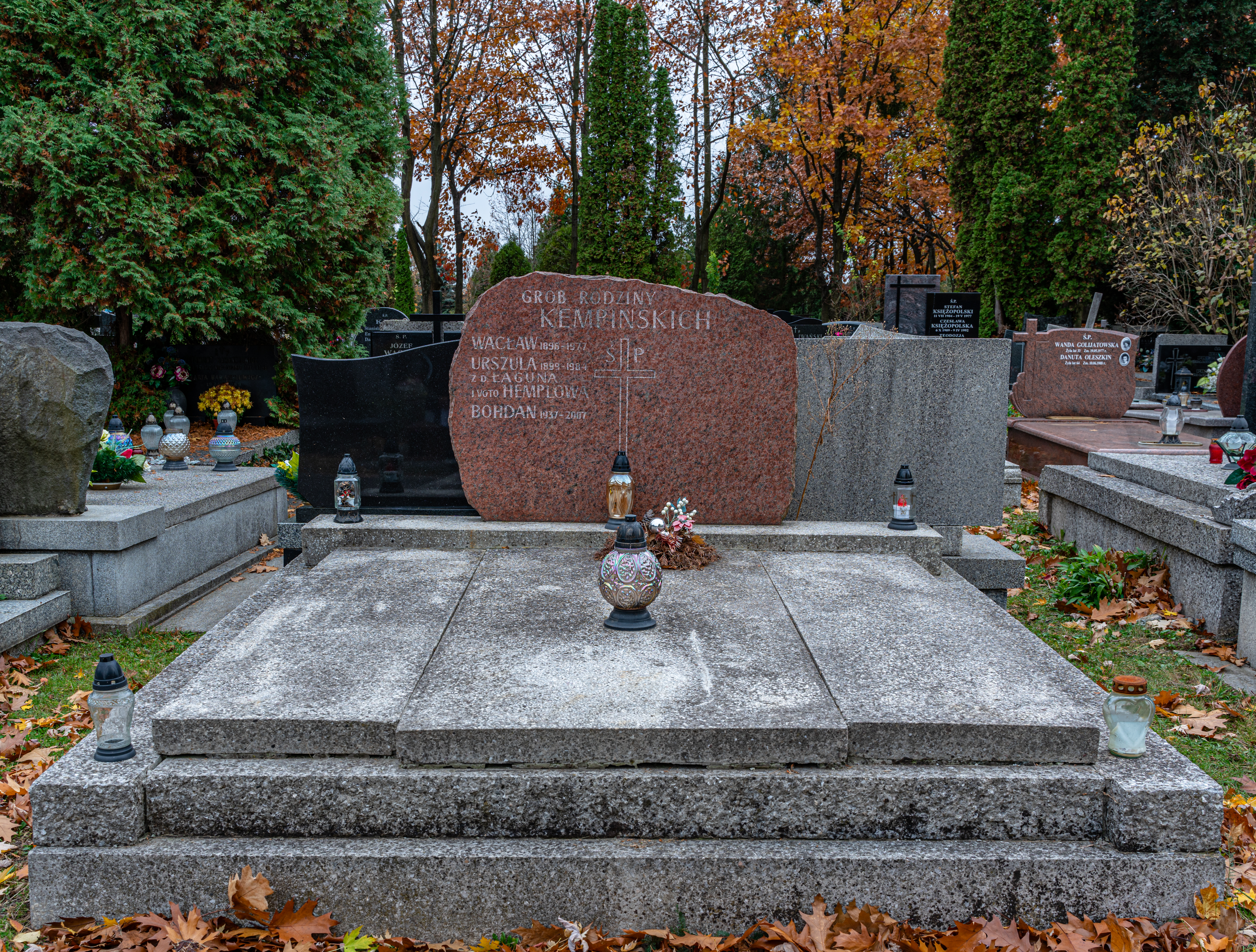
Grób Bohdana Kempińskiego na cmentarzu komunalnym Północnym w Warszawie

Bohdan Kempiński (ur. 13 lipca 1937, zm. 18 października 2007) – polski pamiętnikarz, mgr inż. elektryk, członek Towarzystwa Miłośników Historii, Towarzystwa Genealogiczno-Heraldycznego w Poznaniu i Towarzystwa Bibliofilów Polskich w Warszawie.
Był wychowankiem Szkoły im. Klementa Gottwalda. Mistrz Warszawy juniorów w grze w szachy z 1954 r. Długoletni pracownik naukowy Centralnego Instytutu Informacji Naukowo-Technicznej Ekonomicznej (CIINTE). W latach 1974–1976 był kierownikiem Pracowni Rozwoju Nauki i Techniki. W czasie stanu wojennego represjonowany.
Pochowany 25 października 2007 r., na cmentarzu Północnym w Warszawie.

## Wybrana bibliografia
- ”Niektóre aspekty doradztwa naukowego dla władz centralnych w wysoko rozwiniętych krajach kapitalistycznych” (CINTE OIC, Warszawa, 1980 r.)